# Desmodium micranthum
Desmodium micranthum är en ärtväxtart som först beskrevs av Anton Karl Schindler, och fick sitt nu gällande namn av James Francis Macbride. Desmodium micranthum ingår i släktet Desmodium och familjen ärtväxter.

## Underarter
Arten delas in i följande underarter:
- D. m. macbridei
- D. m. micranthum